# Cara Consuegra
Cara Ashley Consuegra (Mount Airy, 4 marzo 1979) è un'ex cestista e allenatrice di pallacanestro statunitense, professionista nella WNBA.

## Carriera
È stata selezionata dalle Utah Starzz al quarto giro del Draft WNBA 2001 (56ª scelta assoluta).